# Martinus J. G. Veltman
Martinus Justinus Godefriedus Veltman (27. června 1931, Waalwijk, Nizozemsko – 4. ledna 2021, Bilthoven, Nizozemsko) byl nizozemský teoretický fyzik. Spolu se svým bývalým studentem Gerardusem 't Hooftem získal roku 1999 Nobelovu cenu za fyziku „za objasnění kvantové struktury elektroslabých interakcí“.

## Biografie
Narodil se ve Waalwijku v Nizozemsku. V roce 1948 začal studovat matematiku a fyziku na Univerzitě v Utrechtu. Roku 1955 se stal asistentem profesora Michelse ve Van der Wallsově laboratoři v Amsterdamu. Ve stejném roce se však vrátil zpět do Utrechtu, kde pod vedením Leona Van Hovea, bývalého ředitele CERNu, získal magisterský titul. Následovala dvouletá vojenská služba. Na Utrecht University se vrátil v roce 1959, následně zde roku 1963 získal doktorský titul v teoretické fyzice a v roce 1966 byl na Utrecht University jmenován profesorem.
V letech 1963/64 strávených v SLAC National Accelerator Laboratory vytvořil počítačový program Schoonschip pro symbolické výpočty, který je považován za první počítačový algebraický systém. Pozdější systémy pracují na stejném základě jako tento Veltmanův program. Mezi roky 1964 a 1966 pracoval také v evropském středisku pro jaderný výzkum CERN.
V roce 1971, kdy Gerardus 't Hooft pod jeho vedením dokončoval svůj doktorský titul, zjistili, že kalibrační teorie jsou renormalizovatelné. Pokud jsou symetrie Yangovy–Millsovy teorie v módu spontánního narušení, označovaném jako Higgsův mechanismus, lze zmíněnou teorii renormalizovat. .
V roce 1991 odešel z Univerzity v Utrechtu na Michiganskou univerzitu, protože ho zklamalo, že většina zásluh za dizertační práci byla přidělena 't Hooftovi. Přitom cítil, že většinu přípravných prací udělal on. Nakonec ale dostali Nobelovu cenu v roce 1999 oba dva.
Později byl emeritním profesorem na Michiganské univerzitě. 
V roce 2003 vydal knihu o fyzice částic s názvem Facts and Mysteries in Elementary Particle Physics určenou pro širší publikum. Tato kniha vyšla v roce 2007 i v českém překladu Nakladatelství Academia.
Dne 4. ledna 2021 Veltman zemřel ve svém domě v Bilthovenu v Nizozemsku. Na jeho počest byl po něm pojmenován asteroid 9492 Veltman.